# フェリーニ (小惑星10584番)
フェリーニ (10584 Ferrini) は、小惑星帯の小惑星。ルチアーノ・テーシとアンドレア・ボアッティーニがサン・マルチェッロ・ピストイエーゼのピストイア山天文台で発見した。
イタリア人の天体物理学者フェデリコ・フェリーニ (Federico Ferrini) に因んで名付けられた。なお、日本語で表記すると「フェリーニ」になる小惑星がもう一つ存在する (5150 Fellini)。